# Emil Albert von Friedberg

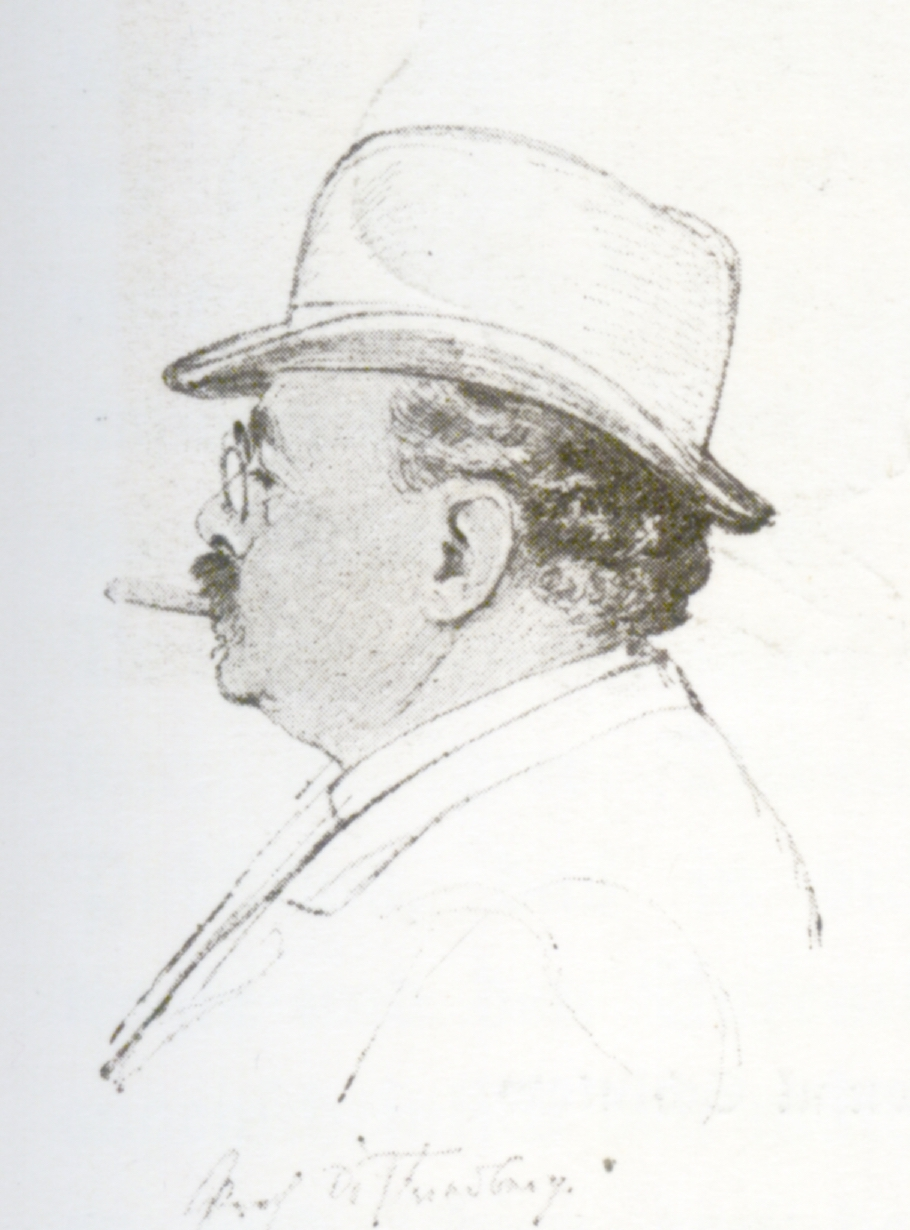
Anton von Werner: Porträt Emil Albert Friedberg, 1880

Emil Albert Friedberg, ab 1874 von Friedberg (* 22. Dezember 1837 in Konitz (Westpreußen); † 7. September 1910 in Leipzig) war ein Jurist und Kirchenrechtslehrer.

## Leben
Der aus einer deutsch-jüdischen Familie stammenden, aber getaufte Emil Albert Friedberg studierte ab 1856 an der Universität Berlin und im Sommersemester 1857 an der Universität Heidelberg die Rechte. Friedberg studierte bei Friedrich Ludwig Keller, der ihm nahegelegt haben soll, eine Doktorarbeit über die Nachweise aller Interpolationen in den Digesten zu beleuchten und ihre Bedeutung herauszuarbeiten.  1861 promovierte er in Berlin mit einer rechtsgeschichtlichen Dissertation über das Verhältnis von Staat und Kirche, 1862 habilitierte er sich ebenfalls in Berlin und wurde 1865 außerordentlicher Professor an der Universität Halle. 1868 wurde er ordentlicher Professor an der Universität Freiburg, ging aber bereits 1869 an die Universität Leipzig. Dort wurde er zu einem auf dem Gebiet des Kirchenrechts international bedeutsamen Gelehrten. Er zählte vor allem im Bereich des Staatskirchenrechts zu einem der wichtigsten Autoren des 19. Jahrhunderts. Darüber hinaus schuf er die bis heute maßgebliche Edition des Corpus Iuris Canonici (1879/81). 1881 erhielt er den Titel eines Geheimen Hofrats. 1896/97 war er Rektor der Universität Leipzig.
Emil Albert von Friedberg wurde im Ehrengrab der Universität Leipzig in der V. Abteilung des Neuen Johannisfriedhofs beerdigt.

## Familie
1867 ehelichte Friedberg die geschiedene Clara Minna Asta Hiersemenzel, geborene Schleh (* 23. September 1840; † 1922), Tochter von Gustav Adolph Gotthold Schleh (vormals Schlesinger) und Henriette Wilhemine Schleh, geborene Jülich, die zuvor mit dem Juristen Carl Eduard Hiersemenzel verheiratet war. Das Paar hatte mehrere Kinder, darunter den als Kleinkind verstorbenen Walter, den geistig behinderten, im Junggesellenalter verstorbenen Adolph sowie die Tochter Asta Auguste Charlotte von Friedberg (* 5. März 1873; † 5. August 1957). Sie heiratete im Jahr 1900 den nachmaligen Generaldirektor des königlichen Hoftheaters in Dresden, Paul Adolph, mit dem sie mehrere Kinder hatte und von dem sie später geschieden wurde. Ein Sohn der Asta von Friedberg aus erster Ehe, der spätere Bankbeamte Karl Eduard Wolfgang von Hiersemenzel, lebte nach der Scheidung seiner Eltern in der Familie seiner Mutter, später bei seiner Stiefschwester.

## Ehrungen
Seit 1897 war Friedberg Ehrenbürger der Stadt Leipzig.

## Werk
Bereits in seiner Dissertation De finium inter ecclesiam et civitatem regundorum judicio (Leipzig 1861) untersuchte er das Verhältnis von kirchlichem und staatlichen Recht. In zahlreichen juristischen, rechtshistorischen und publizistischen Schriften sprach er sich für die Trennung von Staat und Kirche, für die Zivilehe und allgemein eine stärkere Stellung des Staats gegenüber der Kirche aus. Er war auch beim Erlass der preußischen Kirchengesetze von 1872 in einflussreicher Weise beteiligt.
Seine Editionen werden teilweise bis heute in der Forschung verwendet, insbesondere die des Decretum Gratiani, der Quinque compilationes antiquae, des Liber Extra und zahlreicher weiterer Dekretalensammlungen. Trotz seiner oft deutlichen Parteinahme für die Rechte des (protestantischen) Preußens gegenüber der katholischen Kirche berücksichtigten seine Editionen des Corpus Iuris Canonici die Bedürfnisse katholischer Gerichte, indem er immer (auch) den Wortlaut der für den kirchlichen Gebrauch verbindlichen römischen Ausgabe von 1582 abdruckte.
Er redigierte seit 1864 mit Richard Wilhelm Dove die Zeitschrift für Kirchenrecht.
Friedberg hat sich auch um die Geschichtsschreibung der Leipziger Universität bedeutende Verdienste erworben. Das betrifft hauptsächlich seine Arbeiten über die Juristenfakultät und eine Festschrift zum fünfhundertjährigen Bestehen der Universität 1909.

## Werke

### Editionen
- Decretum sive Concordia discordantium canonum (= Corpus Iuris Canonici. Band 1). Tauchnitz, Leipzig 1879; Neudruck Graz 1959. (Problematische, aber bis heute nicht ersetzte Ausgabe des Decretum Gratiani. Digitalisat.)
- Decretalium collectiones: Decretales Gregorii P. IX., Liber sextus decretalium Bonifacii P. VIII, Clementis P. V. constitutiones, Extravagantes tum viginti Joannis P. XXII. tum communes (= Corpus Iuris Canonici. Band 2). Tauchnitz, Leipzig 1881; Neudruck Graz 1959. (Immer noch maßgebliche Ausgabe unter anderem des Liber Extra. Digitalisat).

### Monographien (Auswahl)
- Die Grenzen zwischen Staat und Kirche. Tübingen 1872.
- Lehrbuch des katholischen und evangelischen Kirchenrechts. Leipzig 1879. 2. Auflage 1884.